# Just-in-sequence-Produktion
Der Begriff Just-in-sequence-Produktion (JIS) bzw. Reihenfolgesynchronität (= reihenfolgesynchrone Produktion) bezeichnet ein Konzept, das für die bestandslose  Beschaffungslogistik und Produktionsplanung und -steuerung im Automobilbau entwickelt wurde. Aufgrund der zunehmenden Produktdifferenzierung wird heute fast jedes Fahrzeug individuell konfiguriert und erhält dadurch andere Bauteile, Baugruppen und Aggregate. Deshalb reicht eine Just-in-time-Anlieferung oftmals nicht mehr aus, vielmehr muss die Anlieferung fahrzeugbezogen und in Montagesequenz erfolgen. Die Ausdehnung dieses Konzepts auf die der Montage vorgelagerten Produktionsbereiche und/oder auf die mehrstufige Lieferkette wird auch als Perlenkette bezeichnet.

## Beschreibung
Bei der Bereitstellung nach dem JIS-Verfahren sorgt der Zulieferer nicht nur dafür, dass die benötigten Module rechtzeitig in der notwendigen Menge angeliefert werden, sondern auch, dass die Reihenfolge (engl. sequence) der benötigten Module stimmt. JIS wird vor allem in der Automobilindustrie eingesetzt. Die Vorlaufzeit beträgt je nach Produktionssystem mehrere Tage bis einige Minuten. Zur Steuerung von JIS werden Sequence-Inlining-Systeme eingesetzt. Die mögliche Entfernung zwischen Lieferant und Kunden ist dabei abhängig von der geforderten Vorlaufzeit.
Als Beispiel für eine JIS-Anlieferung kann die Endmontage von Automobilen betrachtet werden. Durch das Aufsetzen der lackierten Karosserien auf das Endmontageband ist die Reihenfolge der Fahrzeuge festgelegt, die auch als „Perlenkette“ bezeichnet wird. Werden zum Beispiel die Außenspiegel per JIS-Anlieferung bereitgestellt, sind diese bereits in der Reihenfolge der Fahrzeuge auf dem Montageband sortiert. Der Mitarbeiter in der Montage braucht die Spiegel nur der Reihe nach aus dem Transportbehälter zu greifen und hat automatisch den Außenspiegel in der entsprechenden Farbe des Fahrzeugs in der Hand. Anwendung findet diese Belieferungsform meist bei Teilen, die je nach Konfiguration des zu bauenden Fahrzeugs (s. a. Produktkonfiguration) stark variieren können – wie Stoßfänger, Fahrzeugsitze, Innenverkleidungen, Türen, Cockpit usw. –, da das Lagern aller Varianten zu hohe Kosten verursachen und zu viel Fläche beanspruchen würde.
Durch die Sortierung der angelieferten Module wird ein zusätzlicher Kommunikationsaufwand notwendig. JIS-Anlieferungen benötigen, wie auch die JIT-Anlieferungen, den direkten Kontakt zwischen Abnehmer und Zulieferer, der generell mittels eines elektronischen Datenaustauschsystems über die Datenprotokolle EDIFACT, Odette oder VDA (für JIS im Speziellen VDA 4916) sowieso schon besteht. Daher ist regelmäßig nur eine Anpassung der Firmensoftware erforderlich.